# Rückersdorf (Neustadt in Sachsen)
Rückersdorf ist ein ehemals selbständiges Dorf, das ab 1994 der neu gebildeten Gemeinde Hohwald angehörte und 2007 ein Ortsteil von Neustadt in Sachsen im Landkreis Sächsische Schweiz-Osterzgebirge wurde.

## Geographie
Rückersdorf liegt zwischen dem Hohwald und dem nördlichen Vorland des Elbsandsteingebirges. Die in der Nachbarschaft befindlichen Städte sind Neustadt in Sachsen und Stolpen. Es ist von drei Erhebungen umgeben: vom 436 Meter hohen Tannenberg im Norden, im Osten vom 437 Meter hohen Wachberg und im Südwesten vom 380 Meter hohen Haselberg. Durch den Ort fließt der Rückersdorfer Bach, auch Losse genannt, der in die Polenz mündet.
Seit dem 1. Juli 1877 hat Rückersdorf, wenngleich nur mittelbar, Eisenbahnanschluss. Am Haltepunkt Oberottendorf kann man die Bahnstrecke Bautzen–Bad Schandau erreichen und am Haltepunkt Langenwolmsdorf die Bahnstrecke Neustadt–Dürrröhrsdorf. Beide Haltepunkte waren in der Vergangenheit Bahnhöfe.

## Geschichte

### Ort
Die relativ kleine Ansiedlung, die 16 Waldhufen umfasste, wurde in der Schreibweise Rudigersdorf, zu anderen Zeiten auch Rukerisdorph, Rudegersdorf oder Rukkersdorf, im Jahre 1223 zum ersten Mal erwähnt. Sie unterstand damals dem bischöflich-meißnischen Burgward Göda. Die niedere Gerichtsbarkeit übte aber seit etwa 1433 der örtliche Lehn- oder Rittergutsbesitzer aus. 1559 kam Rückersdorf im Zuge der Reformation zusammen mit dem bischöflichen Amt Stolpen zum Kurfürstentum Sachsen.
Die kreisliche Einbindung wechselte mehrfach: 1875 gelangte Rückersdorf in die Zuständigkeit der Amtshauptmannschaft Pirna, war 1952 bis 1990 Bestandteil des neu gebildeten Kreises Sebnitz im Bezirk Dresden, dann des Kreises Sebnitz im Freistaat Sachsen, 1994 des Landkreises Sächsische Schweiz, und seit 2008 gehört es dem Landkreis Sächsische Schweiz-Osterzgebirge an.
Rückersdorf schloss sich im Jahr 1994 mit den Gemeinden Berthelsdorf und Langburkersdorf und ihren Ortsteilen Nieder- und Oberottendorf und Rugiswalde zur Gemeinde Hohwald zusammen. Hohwald wiederum wurde im Ergebnis eines Bürgerentscheids am 1. August 2007 nach Neustadt in Sachsen eingegliedert.

### Kirche

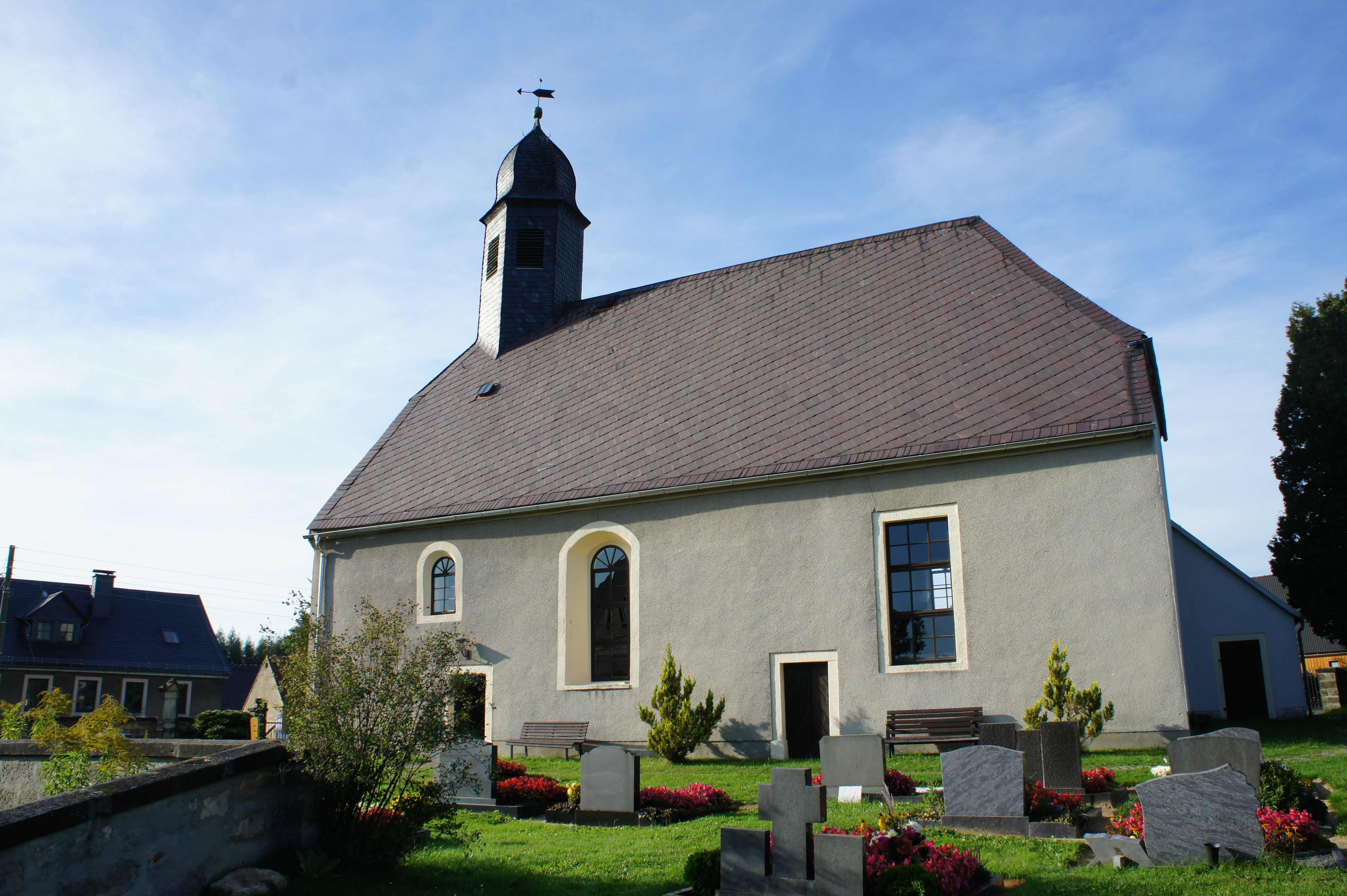
Rückersdorfer Kirche

Rückersdorf verfügte mindestens seit 1346 über eine eigene Kapelle. Sie war dem Erzpriester von Bischofswerda unterstellt; die seelsorgerische Betreuung oblag anfangs dem Geistlichen aus dem benachbarten Großdrebnitz. Vom Jahre 1578 stammt die erste Nachricht über ein eigenes Schulzimmer. 1766 kam es zu einem Dorfbrand, dem auch das Kirchengebäude, das Pfarrhaus und die Schule fast vollständig zum Opfer fielen. Bereits im Jahr darauf konnte die neue Kirche, deren Baukörper mit dem der heutigen weitgehend identisch ist, geweiht werden.

## Dorfcharakter
Rückersdorf war immer ein Bauerndorf und lag abseits von wichtigen Straßenverbindungen und Industriestandorten. Seine Einwohnerzahl ist seit dem frühen 19. Jahrhundert auffallend konstant. 1834 zum Beispiel lebten in Rückersdorf 410 Einwohner, 1997 wurden 414 gezählt.
In vergangenen Zeiten entwickelten nur die drei Mühlen eine gewisse Dynamik. So besaß die zum Erbgericht gehörende Richtermühle von 1688 an unter anderem eine Graupenstampfe. Am Platz der nachmaligen Knochenmühle wurde 1838 eine Wollspinnerei errichtet, später auch die Ölmühle. Darüber hinaus unterhielt das Erbgericht eine Brauerei, und von 1922 bis 1982 existierte im Ort ein Käsereiunternehmen.
1997 wurde Rückersdorf in das Sächsische Dorferneuerungsprogramm aufgenommen. Dies führte zu reger Bautätigkeit. Es konnten das Trinkwassernetz und Abwasseranlagen geschaffen werden. Es entstand eine Ortsumfahrung, ein neuer Dorfplatz, ein renoviertes und großzügig umgebautes Gemeindehaus.
Rückersdorf hat ein gewachsenes Vereinsleben. Die Aktivitäten der Freiwilligen Feuerwehr stehen dabei im Mittelpunkt, sie finden auch über das Dorf hinaus große Anerkennung.

## Persönlichkeiten
- Johann Daniel Longolius (1677–1740), Arzt und Mathematiker